# Rehek

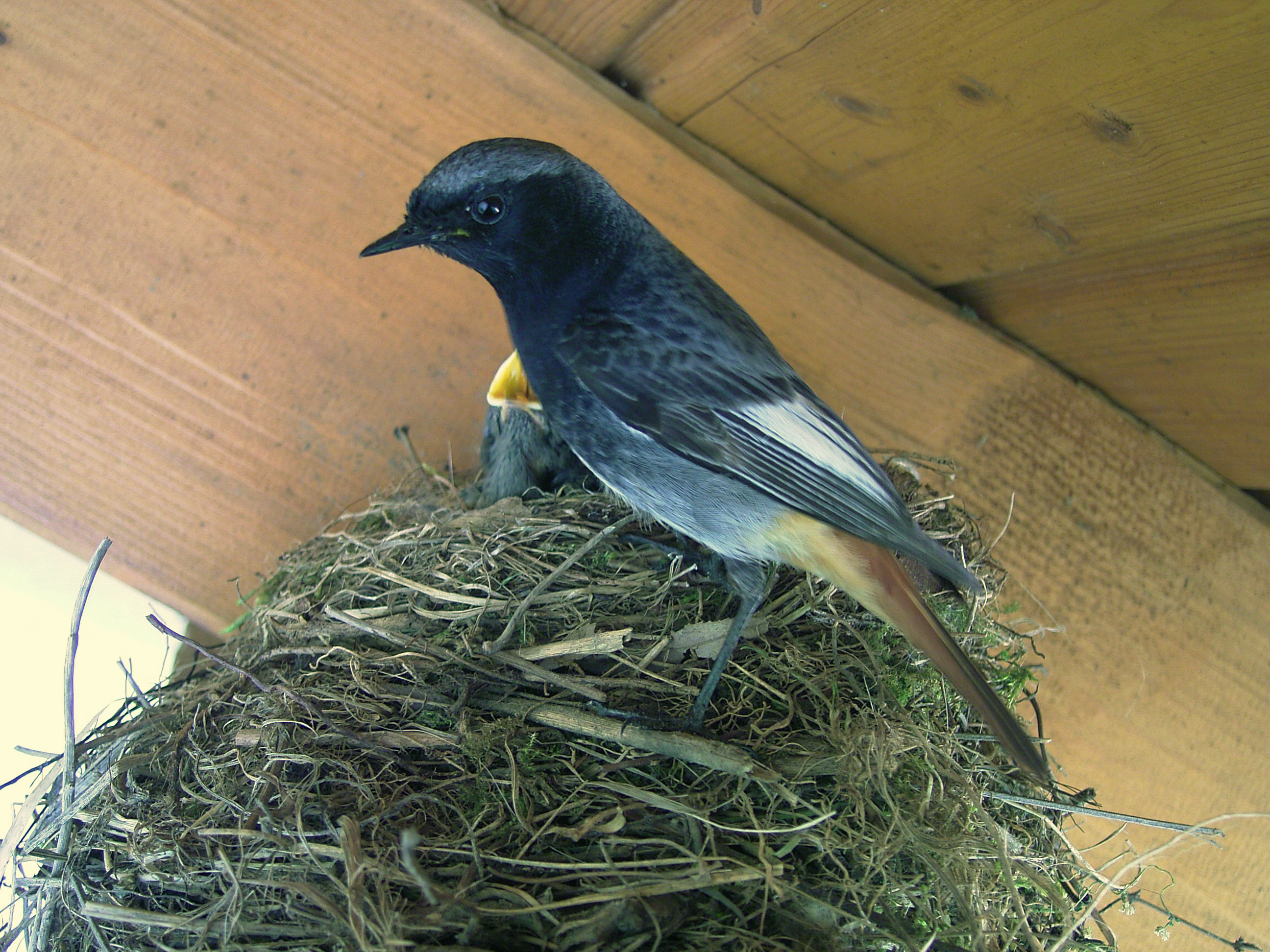
Samec rehka domácího (Phoenicurus ochruros) na hnízdě s mláďaty.

Rehek (Phoenicurus) je rod pěvců tradičně řazených do čeledi drozdovitých (Turdidae), v některých moderních systémech však zařazovaný do čeledi lejskovití (Muscicapidae). Zahrnuje 11 známých druhů:
- rehek bělohrdlý (Phoenicurus schisticeps)
- rehek bělokřídlý (Phoenicurus erythrogaster)
- rehek domácí (Phoenicurus ochruros)
- rehek himálajský (Phoenicurus hodgsoni)
- rehek modročelý (Phoenicurus frontalis)
- rehek modrohlavý (Phoenicurus caeruleocephalus)
- rehek mongolský (Phoenicurus auroreus)
- rehek severoafrický (Phoenicurus moussieri)
- rehek středoasijský (Phoenicurus erythronotus)
- rehek šedohlavý (Phoenicurus alaschanicus)
- rehek zahradní (Phoenicurus phoenicurus)